# Буткевич, Максим Александрович
Максим Александрович Буткевич (укр. Максим Олександрович Буткевич, род. 16 июля 1977 года в Киеве) — украинский общественный деятель, правозащитник и журналист.

## Биография
Максим Буткевич с детства мечтал стать космонавтом, но врачи обнаружили проблемы с сердцем. Закончил Украинский гуманитарный лицей и в 1998 году философский факультет Киевского национального университета (специализация — социальная философия и философия истории).
Ещё школьником-семиклассником в период студенческих протестов осени 1990 года («Революции на граните») он распространял письмо в поддержку движения за независимость и демократизацию, занимался сбором денег, участвовал в стачкоме и впервые выступил на акции. В 1990—1992 состоял в Союзе независимой украинской молодежи.
В годы учёбы в КНУ Буткевич участвовал в левом антифашистском, анархистском и демократическом движении, состоял в «первом поколении» анархо-синдикалистского студенческого профсоюза «Прямое действие» (укр. Пряма дія). На формирование его политических взглядов повлияли интерес к религиозной мысли, критической теории, экзистенциализму и «анархистам до анархизма» наподобие древнегреческих киников.
После окончания университета Буткевич некоторое время был методистом кафедры культурологии и археологии Национального университета «Киево-Могилянская Академия» и больше двух лет проработал журналистом-международником на телеканале «СТБ» (в том числе снял документальный фильм «Мир не продается» на материалах протестов против саммита МВФ в Париже), откуда в ноябре 2001 года перешёл на отделение международных новостей канала «1+1».
В 2003 году он прошёл конкурс на BBC World Service и переехал работать в Лондон, где также поддерживал антивоенное и альтерглобалистское движение. В 2006 году он закончил магистерскую программу «прикладная антропология» в Университета Сассекса, после чего вернулся в Украину на 1+1.
В том же году Буткевич организовал кампанию протеста против состоявшейся ранее депортации одиннадцати граждан Узбекистана (на родине они получили тюремные сроки) и освещал акцию протеста антиглобалистов в Санкт-Петербурге во время саммита G8. Он был задержан, после чего суд назначил ему трое суток административного ареста за неповиновение сотрудникам полиции; в 2018 году Европейский суд по правам человека признал задержание и арест нарушением его прав и обязал Россию выплатить ему за ущемление прав 7 тысяч евро.
В 2008 году Буткевич стал сооснователем и координатором программы «Без границ» (укр. Без кордонів) Центра «Социальное действие» (ГО «Центр „Соціальна дія“»), направленной на работу с беженцами, мигрантами и переселенцами, мониторинг права на убежище, расизма, ксенофобии, преступлений на почве ненависти и помощь пострадавшим от таких преступлений. Инициатива «Без границ» оказала помощь сотням людей, покинувших страны Центральной Азии и других регионов из-за политических преследований и по другим причинам. Буткевича называли одним из самых известных украинских антифашистов. Защищая жертв преступлений на почве ненависти и ксенофобии, он выступал против совершающих их ультраправых, участвовал в акциях памяти Станислава Маркелова и Анастасии Бабуровой, убитых российскими неонацистами.

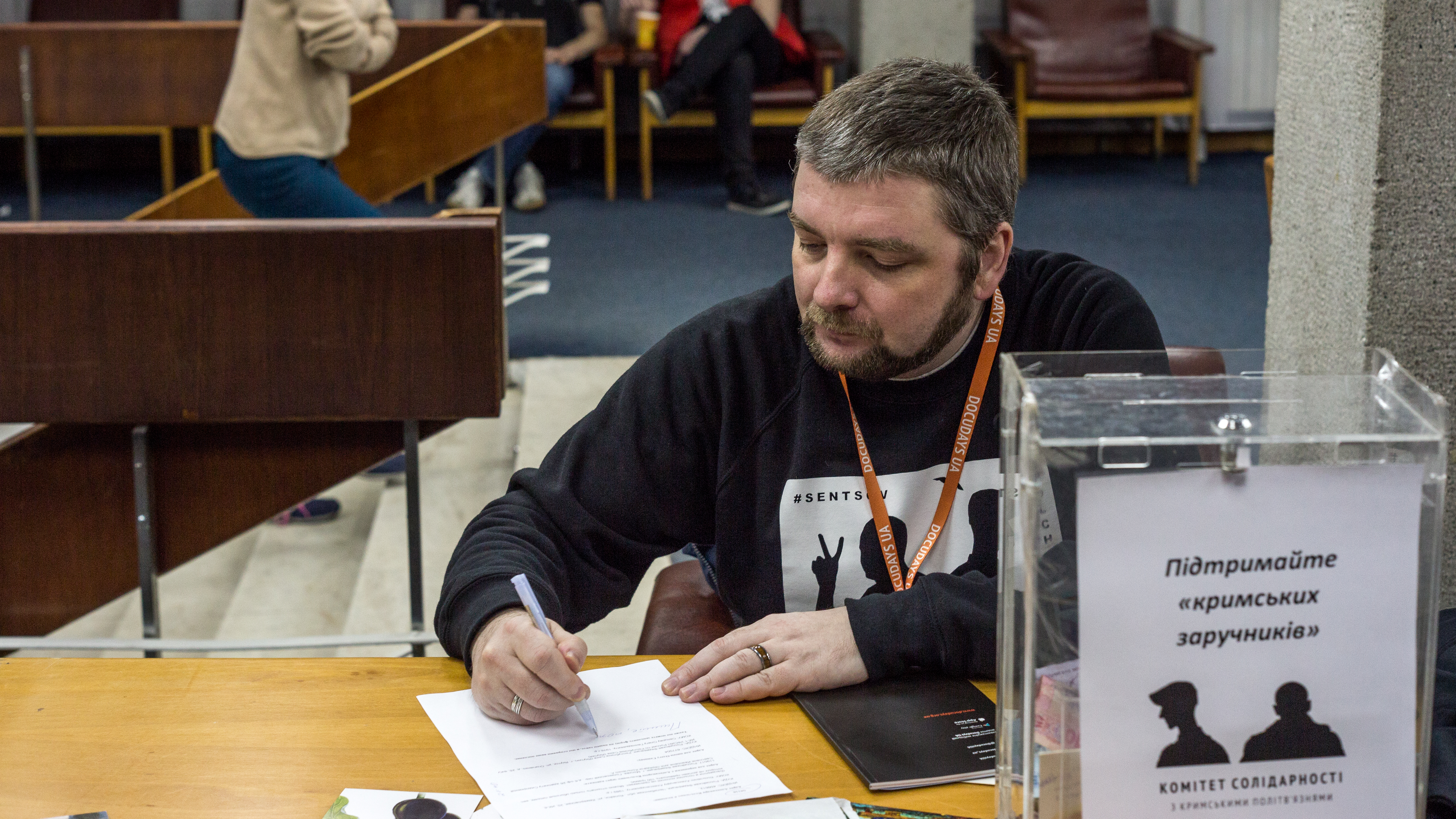
Максим Буткевич на 14-м фестивале «Docudays», март 2017 года

В 2011 году Буткевич поступил специалистом по связям с общественностью в Управление Верховного комиссара ООН по делам беженцев в Восточной Европе (регионе Украина — Молдова — Беларусь). Также был членом Национального комитета Amnesty International Ukraine (2007—2008), модератором событий и кинопоказов фестиваля Docudays UA, консультантом Альянса общественного здоровья. В 2012 году выступил соучредителем неправительственной общественной организации «Центр информації о правах человека» (Центр прав людини ZMINA). В 2013 году он был в числе сооснователей «Громадське радіо».
В 2014 году после аннексии Крыма Российской Федерацией и начала боевых действий на Донбассе Буткевич стал координатором Ресурсного центра помощи вынужденным переселенцам. Кроме того, он выступал активным участником Комитета солидарности с заложниками Кремля, боровшегося за освобождение крымских политзаключённых, в частности Александра Кольченко и Олега Сенцова.

## Плен и уголовное дело
24 февраля 2022 года, в первый день российского вторжения, Буткевич, имевший звание лейтенанта запаса, записался добровольцем в ВСУ. Оставаясь на антимилитаристских позициях, он считал необходимым давать отпор империализму. 24 июня 2022 года стало известно, что Буткевич попал в плен: агентство РИА Новости опубликовало видео с ним и другими солдатами, взятыми в плен в районе города Горское (Луганская область). Позже он содержался в следственном изоляторе в Луганске.
10 марта 2023 года Следственный комитет Российской Федерации распространил пресс-релиз, согласно которому Верховный суд ЛНР признал Буткевича виновным в применении запрещённых средств и методов ведения войны (ч. 1 ст. 356 УК РФ) и покушении на убийство двух лиц общеопасным способом (ч. 3 ст. 30 пп. «а», «е» ч. 2 ст. 105 УК РФ). Сообщалось, что Буткевич 4 июня 2022 года, будучи военнослужащим отдельного специального батальона «Берлинго», во время боёв за Северодонецк выстрелил из гранатомёта по двум гражданским лицам в соседнем здании. Согласно тому же сообщению, Буткевич признал вину. В тот же день издание «Ґрати» сообщило, что, по словам коллег и друзей Буткевича, его подразделение до 14 июня 2022 года было дислоцировано в Киеве и Киевской области, соответственно он физически не мог находиться на Донбассе. Правозащитная организация Amnesty International отмечает, что обвинения  в отношении Буткевича являются сфабрикованными и связывает обвинение с желанием мести за правозащитную деятельность.
18 октября 2024 года в ходе обмена между Россией и Украиной Максим Буткевич был освобождён из плена.